# باسل فليحان
باسل فريد لبيب فليحان (10 سبتمبر 1963 - 18 أبريل 2005)، سياسي واقتصادي لبناني. أبرز إنجازاته أنه مهندس المؤتمر الاقتصادي «باريس ـ 2» الذي جرى برعاية الرئيس الفرنسي جاك شيراك في باريس في تشرين الثاني 2002 وقامت بموجبه العديد من الدول والهيئات الاقتصادية الدولية بمنح لبنان قروضاً ومساعدات بقيمة 4.6 مليار دولار. استشهد في عملية اغتيال رئيس الوزراء اللبناني الأسبق رفيق الحريري.

## نبذة عن حياته
ولد باسل فليحان في عين زحلتا في 10 أيلول 1963. والده الدكتور فريد لبيب فليحان، طبيب في مستشفى الجامعة الأميركية. والدته رضا نصر، ناشطة اجتماعية، عملت في الجمعية المسيحية للشابات. متزوج من يسما نبيل مسلم (سنة 1998) ولهما ولدان رانية وريان. نال شهادة بكالوريوس في الاقتصاد من الجامعة الأميركية في بيروت. حصل على شهادة ماجستير من جامعة يال، الولايات المتحدة، في الاقتصاد التنموي والعالمي. حاز شهادة دكتوراه في الاقتصاد من جامعة كولومبيا، في نيويورك. من سنة 1993 حتى 1999، شغل منصب المستشار الاقتصادي لوزير المال، ومدير المشروع المشترك بين البنك الدولي وبرنامج الأمم المتحدة للتنمية المتعلق بتعزيز مشروع إدارة العائدات والضرائب في وزارة المال. من سنة 1994 حتى 2000، شغل منصب أستاذ محاضر في الجامعة الأميركية في بيروت ودرّس مادة الاقتصاد. سنة 2000، انتخب نائباً في البرلمان اللبناني وهو رئيس لجنة الاقتصاد والتجارة البرلمانية. عُيّن رئيساً للجنة الاقتصاد والتجارة والصناعة والتخطيط في مجلس النواب اللبناني ووزيراً للاقتصاد والتجارة في سنة 2003. من سنة 1991 حتى 1993 شغل منصب مستشار المدير التنفيذي لصندوق النقد الدولي، وتولى إدارة مشروع البنك الدولي وبرنامج الأمم المتحدة للتنمية في وزارة المال. من سنة 1987 حتى 1988 عمل في البنك الدولي في منصب مستشار في دائرة الشرق الأوسط. وتم في زمن وزارته إصدار سندات يوروبوند بقيمة 2.45 ملياري دولار (بين عامي 1994 ـ 1998).